# Abel Serdio
Abel Serdio (16. travnja 1994.), španjolski rukometni reprezntativac. Bio u užem krugu reprezentativaca za sudjelovanje na svjetskom prvenstvu 2019. godine. Ispao je iz završnog sastava 29. prosinca 2018. godine.